# جون بيبودي هارينجتون
جون بيبودي هارينجتون (بالإنجليزية: John Peabody Harrington)‏ هو لغوي أمريكي، ولد في 29 أبريل 1884 في والثام في الولايات المتحدة، وتوفي في 21 أكتوبر 1961 في سانتا باربارا في الولايات المتحدة.